# Anthony Julian Huxley
Anthony Julian Huxley (1920-1992) fue un botánico, horticultor inglés.
Huxley formaba parte de una familia distinguida. Su padre, Julian Huxley biólogo, su tío escritor Aldous Huxley, y otro tío, el premio Nobel Andrew Huxley; su abuelo fue escritor y editor Leonard Huxley; y su bisabuelo paterno fue el biólogo T. H. Huxley, famoso por ser colega y apoyar a Charles Darwin. Su bisabuelo materno fue el académico Tom Arnold.

## Algunas publicaciones

### Libros
- Huxley, A J; M Walters, D Attenborough. 2006.  Green Inheritance : The WWF Book of Plants. Ed. Univ of California. 192 pp. ISBN 0-520-24359-5
- Huxley, AJ. 2003. Standard Encyclopedia of the World's Oceans & Islands. Ed. Textbook Publ. 383 pp. ISBN 0-7581-5289-2
- Huxley, AJ. 1998. The Illustrated History of Gardening. Ed. Lyons Press. 356 pp. ISBN 1-55821-693-6
- Huxley, AJ; M Griffiths. 1992. Dictionary of Gardening. Ed.: Royal Hort.Soc.(GB) & Mark Griffiths. ISBN 0-333-47494-5
- Huxley, AJ; W Taylor. 1990. Flowers of Greece & the Aegean. Ed. Trafalgar Square. 185 pp. ISBN 0-7012-0848-1
- Davies, P; J Davies, AJ Huxley. 1983. Wild Orchids of Britain & Europe. Chatto & Windus. 256 pp. ISBN 0-7011-2642-6
- Huxley, AJ. 1983. An Ilustrated History of Gardening Published in Association With the Royal Horticultural Society. Ed. Papermac, Lond. 339 pp. ISBN 0-333-35149-5
- Huxley, AJ. 1978. Huxley's House of Plants. 144 pp. ISBN 0-448-22422-4
- Huxley, AJ. 1978. An Illustrated History of Gardening. Ed. Paddington Press. 352 pp. ISBN 0-448-22424-0
- Huxley, AJ. 1977. The Encyclopedia of the Plant Kingdom. Hamlyn. 240 pp. ISBN 0-600-33134-2
- Huxley, AJ. 1975. Plant & Planet. Ed. Penguin Group (EE. UU.). 432 pp. ISBN 0-670-55886-9
- Polunin, O; AJ Huxley. 1974. Flowers of the Mediterranean. Ed. Chatto & Windus. 260 pp. ISBN 0-7011-1029-5
- Huxley, AJ. 1973. Mountain Flowers in Colour. Ed. Blandford Press. 428 pp. ISBN 0-7137-0650-3
- Huxley, AJ. 1972. House Plants, Cacti & Succulents. Ed. Hamlyn, Lond. NY. 133 pp. ISBN 0-600-34372-3

## Honores
- 1991: vicepresidente de la Royal Horticultural Society
- La abreviatura «Huxley» se emplea para indicar a Anthony Julian Huxley como autoridad en la descripción y clasificación científica de los vegetales.[1]